# Drastrup (Essenbæk Sogn)
 For alternative betydninger, se Drastrup. (Se også artikler, som begynder med Drastrup)
Drastrup er en landsby i Østjylland med 28 indbyggere (2010). Landsbyen er ved at være omringet af Assentoft, og er en del af Randers Kommune i Region Midtjylland.

## Etymologi
I middelalderlige stednavne betyder efterleddet -trup ”udflytterbebyggelse”.

## Historie

### Forhistorie
I det nuværende Drastrup er der fundet rester af en rundhøj fra oldtiden.

### Middelalderen
Drastrup kendes fra den 16. september 1465, da dens bønder var fæstere for Essenbæk Kloster.

### Nyere tid
Efter Reformationen konfiskeredes Essenbæk Kloster og dets gods i 1540 af kongen, og da bl.a. Drastrup den 22. august 1661 erhvervedes fra kongen af Hans Friis, var der seks gårde i landsbyen. Dens placering på morænebakker viser at man prioriterede agerbrug der, men man holdt nok kvæg på engene nedenfor landsbyen.
I 1682 bestod landsbyen af 6 gårde. Det samlede dyrkede areal udgjorde 324,6 tønder land skyldsat til 43,70 tønder hartkorn. Dyrkningsformen var græsmarksbrug med tægter.
Hans Friis gav den 18. marts 1695 Essenbæk Ladegård, inkl. tilliggende gods, til sin nevø Christian Friis, som den 15. februar 1726 indlemmede dem i stamhuset Tustrup. Den 30. oktober 1782 gav kongen lov til at sælge godset, og ved auktion på Tustrup den 18. december 1783 solgtes Essenbæk Ladegård til Christian Kallager. Skødet blev underskrevet den 11. juni 1785.
Allerede den 10. juni 1787 solgte han den dog til Peter Severin Fønns og Johan Frederik Carøe. Det år var der i Drastrup seks gårde, et bol og to huse, i hvilke der boede 87 personer. Inden slutningen af det følgende år solgtes landsbyen til fæsterne der, som udstykkede den til hver især.
En nybygget skole åbnedes i Drastrup den 1. marts 1859, og Drastrup Brugsforening etableredes i 1900.
I landsbyen åbnede Virring-Essenbæk Kommune og Årslev-Hørning Kommune den 1. september 1959 Sønderhald herreds Forbundsskole, også kaldet Sønderhaldskolen, og den 1. februar 1960 lukkedes den tidligere skole der som sådan. Drastrup Brugsforening nedlagdes i 1965, men ved Sønderhaldskolen anlagdes i 1968 en sportsplads og et klubhus.

Fra den 28. februar 1973 bestemte Sønderhald Kommune at udvide boligområdet Assentoft Øst med bl.a. dele af Drastrup, inkl. Sønderhaldskolen, så landsbyen nu er ved at være omringet af Assentoft. Landsbymiljøet, med flere gårdanlæg, er dog relativt velbevaret.
- Assentofts omringning af Drastrup
- Kort fra 1976
- Kort fra 2001
- Kort fra 2016

## Geografi
Landskabet i og omkring Drastrup er relativt fladt, med få bakker.